# 鏡之孤城
《鏡之孤城》是日本作家辻村深月所著的小說，2017年5月出版。第15屆（2018年）書店大獎得獎作品。截至2021年3月，累積發行量超過100萬本。故事講述在學校飽受欺負而排斥求學的少女安西心，透過鏡子穿越至另一個奇幻世界，在那裡與遇見的其他少年男女探索鏡中世界的同時，開始面對現實困境的經歷。
漫畫版開始連載於《Ultra Jump》2019年7月號，武富智負責作畫。2019年11月推出有聲書。2020年獲改編為舞台劇，女主角安西心由生駒里奈飾演。2022年再次上演改編舞台劇。
2021年，《鏡之孤城》的上冊和下冊在Oricon公信榜文庫年榜上，分別以約25.9萬本和約22.2萬本的銷量獲得該榜第6位和第10位。
改編動畫電影於2022年12月23日上映，由當真あみ為主角安西心配音。電影入圍鹿特丹國際影展Limelight部門，是有史以來首部入選該部門的日本動畫電影。該片獲得外界正面為主的評價，評論家主要稱讚故事刻畫、深入探討拒學兒少和校園暴力的社會議題，但也有部分批評情節曲折的意見。該片獲得第46屆日本電影學院獎最佳動畫片獎提名，但最優秀動畫獎由《THE FIRST SLAM DUNK》取得優勝。本片入圍第96屆奧斯卡金像獎最佳動畫片角逐名單。

## 故事概要
安西心（小心）是原本就讀雪科第五中學一年四班的女學生，自從在學校遭同學帶頭欺凌導致心理受創後，變得排斥並拒絕上學，連原本交好的同班同學也跟著疏遠她，經由父母介紹，認識在輔導拒學兒少的自由學校「心之教室」的諮詢人員喜多嶋老師。某天，她通過自家臥室的梳妝鏡，進入了一個奇幻城堡，名為「鏡子之城」。在那裡，她結識了城堡的嚮導「狼小姐」和其他六位朋友，包括熱愛足球的理音、強勢但照顧他人的小晶、安靜有禮的昴、熱衷電玩的政宗、文靜的風歌和對戀愛充滿熱情的嬉野。「狼小姐」向大家介紹了城堡在日本時間上午9點至傍晚5點開放的規則，以及在3月30日前找到並使用「祈願的鑰匙」可以實現願望，但在使用「祈願的鑰匙」實現願望或者期限到了但未尋獲鑰匙時，城堡就會關閉。她還警告大家不要超過開放時限待在城堡裡，否則會遭受被「巨狼」吞噬的懲罰。
通過進入「鏡子之城」，小心和其他六人開始往返于現實世界和鏡中世界，逐漸成為朋友並理解彼此的背景。他們發現大家都因為遇到某些情況在現實中不能或不願意在雪科第五中學繼續求學，於是嘗試揭開「狼小姐」和「鏡子之城」的秘密。同時，小心也開始學習如何面對現實生活中的問題，比如在遭受同班同學真田美織帶領同夥惡意闖入家中之後，她還得面對班導師伊田老師不願深入瞭解情況和為真田等人辯護的態度。但是，得到家人、喜多嶋老師以及在「鏡子之城」認識的朋友們的支援，小心變得勇於表達自己的想法，甚至嘗試走出家門行動。
進入1月份的時候，政宗因為在現實面臨雙親讓他考慮轉校的處境，向包含小心在內的六人提出「1月10日來學校碰面」提議，七人依照約定在當天抵達學校，卻沒有遇見彼此，小心還因此再度遇見和她疏遠的朋友東條萌、收到真田依照伊田老師指示寄給她的道歉信。小心經過喜多嶋老師的安慰與輔導，和其他六人在「鏡子之城」碰面討論此事，發現彼此之間存在著空間差距，「狼小姐」還提示一行人並非處於平行世界。另一方面，昴考取了南東京工業高校的定時制課程，嬉野因為父母的緣故即將前往海外生活，七人在現實面臨的生活變動，加上父母與喜多嶋老師的詢問，讓小心開始思考接下來在求學方面的選擇，她還在接獲東條萌的致歉信後，與後者相談恢復過往交情。原本七人約定在城堡關閉的期限前舉辦惜別會，未料因為小晶違反不得在「鏡子之城」規定時間外留在城堡的規則，導致小心除外的六人全被捲入「鏡子之城」遭受懲罰。為了救回一行人，小心借用東條萌父親珍藏的《狼和七隻小山羊》繪本踏入「鏡子之城」，找出城堡與該童話故事的關連，依序碰觸城堡裡的印記讀取其他六人的記憶，理解小晶違反規則的緣由，其實是源自曾經險遭繼父意圖侵犯、被同學疏遠、情感受騙和重視的外祖母逝世等諸多打擊，還有其他人的過去經歷，最終在城堡的大時鐘裡找出「祈願的鑰匙」，並許下「請當作違反規定的事情沒發生過」的願望救回一行人，才讓事件平安落幕。
小心一行人透過分享各自的經歷和所處環境的情報，察覺七人其實是個別存在著7年的時間與年齡差距（只有小心與理音是同年出身，小晶則與小心、理音兩者相差14年），但作為使用「祈願的鑰匙」實現願望的代價，七人在「鏡子之城」關閉後回歸各自的時間點時，將會失去所有在「鏡子之城」的相關記憶，轉而在離別前收拾好各自帶來城堡的物件，向彼此透露各自的全名。理音在離開「鏡子之城」前，整合此前獲得的所有線索，認出「狼小姐」其實是他早逝的姊姊「水守實生」，相認後正式和「狼小姐」（實生）道別。故事尾聲，小心在2006年4月正式復學升上二年級，和理音在學校重逢。在閉幕篇更揭露輔導小心等人的喜多嶋老師，正是成年後的小晶。

## 角色列表

### 主角一行人
「演」是舞台劇的演員，「聲」是有聲書、動畫電影的聲優。
小心／安西心
演：生駒里奈（2020年）、田野優花（2022年）
聲：花守由美里（有聲書）、當真あみ（動畫電影）
本作女主角，生活時間線為2005年（小說第一章）至2006年（結局）。故事開始時（2005年5月）是雪科第五中學一年四班的女學生，被他人暱稱作「小心」。雙薪家庭出身，個性安靜，喜歡閱讀和玩電玩遊戲（但不擅電子角色扮演遊戲）。因為在學校遭受校園欺凌，導致心理受創，不但不敢向別人傾訴自身遭遇，甚至拒絕登校，透過父母接洽接受自由學校「心之教室」的輔導。某天因為接觸自家臥室的梳妝鏡，被配戴狼面具的少女「狼小姐」邀請，連同其他六名性格各異的中學生獲得踏入鏡中世界「鏡子之城」作客的資格，為了在指定期限內找到藏在城堡中、能實現願望的「祈願的鑰匙」，展開往返現實世界「鏡子之城」的探索之旅，同時逐漸理解被邀來作客的人們與城堡的秘密。
前期遭受校園欺凌的精神創傷造成性格與行動怯縮，但經由父母與鏡中世界認識的朋友支援和喜多嶋老師的輔導逐漸重拾勇氣。因為政宗提出「1月10日到學校上學一天」的提議，讓小心在嘗試重新登校後察覺一行人的時間與空間差距，還有好友東條萌、曾欺負她的真田美織的狀況。後期為了解救包含小晶在內的一行人，藉由觸碰城堡裡的特殊印記讀取一行人的過去記憶、還有從童話《狼和七隻小山羊》得出的線索，如願找到「祈願的鑰匙」實現解救一行人的願望，解開「鏡子之城」與狼小姐的秘密，理解一行人存在時間線的距離。最終在城堡關閉前與小晶約定「在2006年的未來等待她」，重返現實世界並開始復學，在2006年4月7日升上二年級的時候，與轉學至校園裡的理音重逢。
理音／水守理音
演：溝口琢矢（2020年）、池岡亮介（2022年）
聲：島崎信長（有聲書）、北村匠海（動畫電影）
本作的重要關鍵人物之一，與小心年齡相仿，容貌俊秀且熱衷擅長足球的初一男學生。個性開朗友善，生氣時則判若兩人。已知家庭成員有身為上班族的父親、曾和丈夫同公司現為家庭主婦的母親，還有一名年長七歲的已故姊姊水守實音。是獲邀進入「鏡子之城」的七人裡，唯一和小心在同樣時間線生活的成員。青草小學畢業，原本因為家庭所在學區的影響，被排定在雪科第五中學求學，但由於雙親遭受實音病逝的打擊，加上獲得球隊教練的推薦、雙親為其物色學校，在未表達自己真實想法的情況與家人分開，被安排在夏威夷的寄宿學校留學。礙於自身英文程度不甚理想而鮮有朋友，總是在夏威夷時間的晚上放學後，造訪「鏡子之城」的世界和小心等人碰面。願望是能夠尋回病故的姊姊。
曾經在聖誕節帶著母親製作的蛋糕和小心等人在城堡過節。原有意使用「祈願的鑰匙」實現將姊姊帶回來的願望，但因為小晶違反規則導致小心除外的一行人在城堡陷入危險，轉而和其他人請求小心解決危機。最終在城堡關閉前，認出「狼小姐」正是自己的姊姊實音與解開城堡的秘密，吐露心聲後表達希望記住在城堡發生的經歷的意願，正式和姊姊道別。結局時離開夏威夷返回日本生活，於2006年4月7日以雪科第五中學學生的身份，和小心重逢。是除喜多嶋晶子外唯一在現實世界和小心重逢的對象。
小晶／井上晶子／喜多嶋晶子
演：
聲：伊藤加奈惠（有聲書）、吉柳咲良（動畫電影）
本作的重要關鍵人物之一，雪科第五中學三年五班的女學生，特徵是梳著馬尾髮型，個性幹練，給人強勢和為所欲言的印象，實則照顧他人。往來「鏡子之城」的生活時間線在1991年（故事開始時）至1992年（結局）。從清水台小學畢業後，在當時的雪科第五中學求學，但在現實生活方面的麻煩不斷。因為父母離異、母親再婚，險遭繼父性侵的時候，及時透過身旁的鏡子被帶往「鏡子之城」逃過一劫，加上數度遭繼父騷擾、在學校排球社團強勢的作風被誤認是霸凌者、遇上渣男欺騙感情、同住的外祖母逝世，讓她想要實現的願望相對地多。與風歌是最先理解小心在現實生活真實困境的對象。曾經在穿著校服的狀態抵達「鏡子之城」，讓理音除外的一行人察覺各自在雪科第五中學求學的共通點，在一行人為了尋找「祈願的鑰匙」而展開合作行動前，為了確保眾人能延長待在城堡的期限，向眾人提出直至最後期限才使用鑰匙的請求。故事後期因為母親梅開三度改姓「井上」。
後期因為對現實失去希望與體認一行人的時間差，違反「狼小姐」的規定，在「鏡子之城」待至超過傍晚五點，導致小心除外的一行人被拖回「鏡子之城」遭受懲罰，也使得小心決意踏進「鏡子之城」找出「祈願的鑰匙」救回包含小晶在內的一行人。結局回歸現實世界後，連同其他人失去在「鏡子之城」的相關記憶，但隱約記得曾經和某群人有重要約定，獲得外祖母的朋友鮫島百合子老師協助，留級一年完成中學學業。在大學時加入鮫島老師的非營利組織「心之教室」擔綱心理諮詢輔導人員，邂逅致力協助因為住院或跟不上學校進度的孩子們的喜多嶋醫生，和理音及其姊姊水守實生有過短暫交集。最終取得碩士學位，與喜多嶋醫生結婚並改從夫姓，以「喜多嶋老師」的身分輔導無法求學與拒學的兒少族群。
結局時在閉幕篇以「喜多嶋老師」的身分和前來求助的小心再會，同時在鏡子裡看見初中時期的自己與小心待在一起的影像。是獲邀進入「鏡子之城」的七人組裡，少數同步在現實世界與「鏡子之城」幫助一行人的角色。
喜多嶋老師
演：原田樹里
聲：豐口惠（有聲書）、宮崎葵（動畫電影）
擔任拒學兒少諮詢輔導自由學校「心之教室」的女性諮詢人員，是陸續輔導政宗、實生、小心、風歌、嬉野，曾經接觸過幼年的理音的關鍵人物。在小心嘗試重新登校時給予安慰與支持，不但協助爭取將小心和真田安排在不同班級的權益，還要求伊田老師不在新學年再擔任小心的班導師。結局揭曉為成年後的小晶（井上晶子 / 喜多嶋晶子）。
容貌依據所處時間點產生變化，在2006年小心、理音所處的時間點時，被小心形容是親切的美人，但在2027年接觸嬉野時已經出現些許白髮和皺紋。
昴／長久昴
演：野田裕貴
聲：西山宏太朗（有聲書）、板垣李光人（動畫電影）
雪科第五中學三年三班的男學生，特徵是白皙的肌膚和臉上的雀斑。個性安靜有禮，但常用漫不經心的語調對話，熱衷研究機器。往來「鏡子之城」的生活時間線在1984年至1985年昭和時代，是小心七人組裡實際年齡最年長的成員。茨城出身，在當地的名倉小學畢業，原本和父母、兄長一起生活，但由於母親拋棄家庭離家出走，父親再婚，兄弟倆在他初中三年級時和住在東京的祖父與祖母同住，飽受祖父的冷嘲熱諷，加上兄長素行不良的緣故，需要應對後者的朋友和高中生的糾纏，變得排斥上學。受當時尚未存在「自由學校」輔導機制的時代環境影響，是小心等人中少數沒有接觸「自由學校」的成員。
抵達「鏡子之城」後，和小心、政宗透過玩電玩遊戲建立交情，後來考取南東京工業高校的定時制課程，在小晶違規造成小心除外的一行人遭受懲罰時，首度體認想要存活的感受。在城堡關閉前因為政宗的啟示，決定成為遊戲製作人，向準備離開即將關閉的「鏡子之城」小心等人提出「留下各自的全名」的建議。
風歌／長谷川風歌
演：河內美里（2020年）、相樂伊織（2022年）
聲：大和田仁美（有聲書）、横溝菜帆（動畫電影）
雪科第五中學二年三班的女學生，特徵是配戴眼鏡，因為說話聲音動人而讓他人留下深刻印象。個性文靜，擅長鋼琴，說話言詞尖利但其實心腸很軟。往來「鏡子之城」的生活時間線在2019年至2020年。五歲時父親死於交通事故，自幼便展現出鋼琴的天賦才華，小學時期就讀雪科第一小學，但因為母親希望她出人頭地而被迫拚命練習鋼琴，導致她被迫放棄包含朋友在內的許多事物。
因為對電影和點心的喜好，和小晶、小心交流甚歡，獲得她們給予的生日祝福與賀禮，與小晶是最先理解小心在現實生活真實困境的對象。對嬉野的追求看似不以為然實則感到開心，但同時因為學業落後被母親安排進入補習班學習課業，私底下向自由學校「心的教室」尋求協助而認識喜多嶋老師，獲得啟示同步安排學習鋼琴和課業，重拾對鋼琴的熱情，被嬉野視為情感對象。獲救後解讀出一行人個別相差7歲數、人數和童話《狼和七隻小山羊》的關聯秘密，離開「鏡子之城」前接受嬉野的告白。
政宗／政宗青澄
演：山本沙羅（2020年）、田中亨（2022年）
聲：小林裕介（有聲書）、高山南（動畫電影）
雪科第五中學二年六班的男學生，特徵是配戴眼鏡，個性略顯自我中心。往來「鏡子之城」的生活時間線在2012年至2013年。小學時期就讀雪科第二小學，對外誆稱是校園生活沒有意義而排斥上學，其實是為了融入朋友的話題撒謊、反而讓自己受到孤立，加上雙親對公立學校的不信任，藉此讓自己拒絕登校，以接受「心的教室」的輔導為機緣認識喜多嶋老師。頭腦好且成績優秀，被雙親安排在補習班上課，受父親影響極度熱衷電玩。在與小心等人交流的期間，因為透過電玩遊戲和小心、昴成為好友。
第三學期時面臨雙親要求他考慮轉校的處境，向小心等人提出「1月10日到學校上學一天」的提議，由於發現未能見到小心等人，從中察覺一行人所處的空間差距，以遊戲平行世界的概念向小心等人解析眾人所處的空間差距，但被「狼小姐」糾正其中理論錯誤。最終親自參觀雙親安排的學校與該校教師晤談，決定轉學離開雪科第五中學，在城堡關閉前因為道出自己和父親熱衷遊戲的事情，讓昴立志成為遊戲製作人。
嬉野／嬉野遙
演：前田航基（2020年）、松崎浩太郎（2022年）
聲：堀江瞬（有聲書）、梶裕貴（動畫電影）
雪科第五中學一年一班的男學生，特徵是偏胖的外型，雖然個性有些膽小，但容易被戀愛沖昏頭且花心，若是面對心儀的對象則會作出死纏爛打的行為，也因此遭受同學側目而沒有去上學，其實只是希望通過戀愛引起注意。隨劇情發展也展現坦率的一面。出生於2013年，往來「鏡子之城」的生活時間線在2026年至2027年，是一行人裡實際年齡最小的成員。青草小學畢業，家境富裕，以輩份而言是理音的小學母校學弟。初期願望是和小晶交往，被拒絕後轉而將注意力移至小心身上，後來開始纏著風歌不放。
曾經因為直言抵達「鏡子之城」的人們在現實生活都是不盡人意、離開一行人而引起爭議，但在現實分別在自由學校與一般中學遭受同學以請客為由勒索欺負後，再度抵達「鏡子之城」和一行人和好。因為政宗提出「1月10日到學校上學一天」的約定而在星期日抵達學校，但不見眾人蹤影，反而和前來關切的母親與喜多嶋老師會面，成為小心找出眾人時間差的線索。最終因為父親的工作必須留在日本，和母親物色海外留學的國家，察覺自身感情並真心喜歡上風歌，在離開「鏡子之城」前和風歌告白，約定未來再見面。

### 親友相關
小心的父親
聲：亀山雄慈 / 比嘉良介
小心的父親，上班族。在小心拒絕上學後，因為擔心女兒無心學習而沒收她的遊戲機。後來在小心說明準備重新登校的意願時，表達欽佩的心情。
小心的母親
演：渡邊安理（2020年）、森めぐみ（2022年）
聲：田澤茉純（有聲書）、麻生久美子（動畫電影）
小心的母親，職業婦女，為了小心拒學的問題向「心的教室」求助。起先對於女兒拒絕上學的行為感到煩躁，後來不但為自己向小心發脾氣和試探的行為致歉，並且在被小心告知真田等人做出包含闖進家裡的欺凌行為時感到吃驚，決意支持她度過難關，向伊田老師說明女兒真正遭遇的校園欺凌處境。
理音的父母
聲：（父）喜多田悠、 （母）小田果林 / 水神のりこ
本名不詳，夫妻倆曾在同一間公司上班，但由於結婚的緣故，理音的母親選擇辭職擔任家庭主婦打理家務，理音的父親則在原公司上班。對於女兒實生患病逝世深感無力自責。安排理音前往夏威夷求學，其實很關心理音。
狼小姐/ 水守實生
聲：東山奈央（有聲書）、蘆田愛菜（動畫電影）、美山加戀（實生）
本作的關鍵角色之一，留守在鏡中世界城堡，配戴狼面具的少女。自稱「狼大人」，稱小心等人「小紅帽」。邀請包含小心在內的拒學初中生（但本人誆稱邀請對象也包含一般學生），抵達超越時空的鏡中世界的「鏡子之城」，向他們說明城堡在平日的九點到五點開放、只要在指定期限內找到藏在城堡中的「祈願的鑰匙」，就能實現任何一個願望的規則。平常在接近傍晚五點前會發出狼嚎聲提醒城堡裡的眾人離開城堡，也在必要時現身給予一行人提示。喜歡甜食和童話《狼和七隻小山羊》。
後期揭曉真實身分是理音相差7歲的姊姊「水守實生」，同時是原本該在1997年進入雪科第五中學求學的當事者。自幼疼愛弟弟理音，擅長創作故事，但由於生病接受治療導致她頭髮掉光、無法上學，接受大學時期的小晶（即後來的喜多嶋老師）輔導教學一段日子後，在13歲時仍未能進入校園求學便病逝。病故前的祈願使她從病房轉移至鏡中世界，建立了「鏡子之城」。安排包含小心、理音在內不同年代的雪科第五中學學生抵達鏡中世界，其實是為了讓理音與小心能夠相遇，最終向透過「祈願的鑰匙」實現願望的小心等人告別，與弟弟理音相認，並允諾讓理音及其他六人保有在城堡的記憶。她在自己的忌日（3月30日）關閉城堡。
昴的父母
本名不詳，將昴兄弟倆當成不良少年，常態性地疏忽兩者。後來昴的母親離家出走，昴的父親則另結新歡再婚。
昴的兄長
本名不詳，在昴的回憶中，是素行不良、有慣竊行為的男子。已有交往中的女友。
昴的祖父
聲：野川雅史
本名不詳，與昴的父母同樣，視昴兄弟倆為不良少年。經常動輒奚落寄住籬下的昴。
昴的祖母
聲：有賀由樹子
本名不詳，婦女會的成員，在昴兄弟倆的父母離開家庭後，照顧兄弟倆的生活，唯一在現實生活善待昴的家族成員。
政宗的父母
聲： 門馬勝貴（父）、優希麻梨子（母）
本名不詳，認為政宗的避學不是他的錯誤，而是出於學校的體制原本便無法讓所有人適應，為政宗安排進入私塾上課。是影響政宗接觸電玩的關鍵人物。後期向政宗提出考慮轉校的建議，成為劇情的其中一個轉折點。
嬉野遙的父親
本名不詳，後期因為工作需要留在日本，讓妻子與兒子決定前往海外生活的國家。
嬉野遙的母親
聲： キンタロー
本名不詳，外型和嬉野相仿，個性和藹。後期因為丈夫的工作需要留在日本，開始物色能讓嬉野就讀的海外學校。
風歌的母親
聲：瀬戸歩 / 酒井玲
本名不詳，兼任快遞公司辦公職務與便當公司契約聘員的職業婦女，在丈夫發生交通事故過世後，獨自養育風歌。因為鄰居美麻的邀約，讓風歌參加鋼琴教室的免費課程，從鋼琴老師的轉述得知女兒的音樂天賦，便開始對風歌積極安排鋼琴課程，不顧父母反對堅持讓她繼續學習鋼琴，卻導致風歌失去朋友與生活的連接。
小晶的外祖母
本名不詳，小晶現實生活裡為數不多的精神支柱，為人風趣且和藹可親，疼愛小晶。過身前委託朋友鮫島百合子老師照顧和輔導小晶復學。
小晶的父親
本名不詳，小晶母親的第一任丈夫，在千葉經營運動用品店，提供運動用品給甲子園比賽的當地高中選手，後來和小晶的母親離婚。小晶的母親對其評價為「任性的人」。
舞子 / 井上舞子
小晶的母親，因為懷上小晶，與小晶的生父結婚，但在離婚後將小晶視為累贅。與繼任丈夫結婚，造成小晶飽受繼任丈夫騷擾，後來在「鏡子之城」關閉的時間點再婚，改從夫姓「井上」。被鮫島百合子指謫放任小晶的惡劣處境不管。
小晶的繼父
聲：團長安田
本名不詳，小晶母親的第二任丈夫，曾經背著小晶的母親，意圖侵犯小晶，但由於小晶及時透過舞子的手鏡傳送至「鏡子之城」而未能如願。
厚司
小晶的前男友，時任大學生。曾被小晶告知有關她的繼父的事情，允諾會保護她，但在小晶遭繼父意圖性侵而撥電話求救的時候毫無回應。
鮫島百合子（さめじま ゆりこ）
聲：進藤亞由美
學校的老師，同時是小晶的外祖母生前的朋友，個性剛烈且古道熱腸。原本經營著學費低廉的私人補習班，幫助各種原因無法去學校的孩子們學習課業，因為獲知小晶拒學，不但堅持讓小晶重返回學校上課，還指謫小晶的母親放任局勢惡化不管，後來創立非營利組織的自由學校「心之教室」，輔導因故無法求學或拒學的兒少族群。
喜多嶋醫生
綜合醫院的社會個案工作者，在1998年和當時大學三年級的小晶相遇，因為有意讓生病住院導致學習進度落後的孩子們學習，加上希望「心之教室」老師能在醫院提供協助，以此機緣接觸「心的教室」。後來和碩士畢業的小晶結婚。
小說版並未交代其容貌特徵，在漫畫版則是外型斯文溫和的男子。

### 雪科第五中學相關
伊田老師
聲：高木朋彌（有聲書）、藤森慎吾（動畫電影）
小心的班導師，年輕的男性教師，為人溫和。為了小心拒絕上學一事與後者的母親洽談，但行動的動機僅是出於工作職責，並未注意和體認小心真實的處境。曾經與真田晤談，認為是真田與小心之間的誤會，於聖誕節前拜訪小心家，試圖為真田辯護，要求小心和真田對談，被小心以「真田反省僅是因為擔心被老師批評，而不是為她（小心）擔心，她（真田）害怕自己做過的事情被老師知道，害怕被老師認為她不好」為由回絕。後來指示真田將道歉信放進小心的鞋櫃，向小心提出寫回信和真田溝通的提議，讓小心對他徹底失望，向喜多嶋老師反應不希望他再擔任班導師，喜多嶋老師亦向校方爭取在新學期將伊田老師安排至其他班級任教。
保健老師
聲：瀧澤凱倫（動畫電影）
雪科第五中學的女性保健老師。在小心嘗試重新登校時，對於小心提出包含政宗、昴、風歌、小晶、嬉野的姓名全然不知情，成為小心察覺城堡相遇的一行人在現實時間距離的關鍵。
東條萌（とうじょう もえ）
聲：千本木彩花 / 池端杏慈
轉進小心班級的女學生，外型可愛，擅長運動且熟讀兒童文學，因為經常搬家的影響導致思維較同齡人早熟，父親是研究兒童文學的大學教師。對伊田老師的評價不佳。因為老師的安排坐在小心旁邊成為朋友，在小心拒絕上學時負責將教材放進她的家庭信箱，但開始與她疏遠，更加入真田等人的行列欺負小心。後來被真田等人造謠勾引男人和遭受排擠，對自己未幫助到小心產生愧疚感。
在小心嘗試重新登校時刻意迴避她，實則暗地向喜多嶋老師通報小心遭遇真田等人欺凌的事件，將寫給小心的致歉信投入後者的家庭信箱。最終因為父親的工作調動至名古屋的大學，轉學離開雪科第五中學，搬家前和小心恢復昔日交情，以自身的體驗給予她啟示，同時向小心展示《狼和七隻小山羊》的繪本原畫，成為小心解救包含小晶在內的眾人的關鍵。
沙月、墨田
小心的學校同學，沙月是小心的小學同學，墨田則和小心關係良好。在小心開始拒學後，未再和小心來往。
真田美織
聲：幸村惠理 / 吉村文香
小心的學校女同學，個性活潑強勢，在學校參加排球社團，經常仗勢欺負他人。先是故意模仿和嘲笑喜歡雨的味道的小心、刻意孤立她，後來向池田仲太告白成為情侶，趁著仲太奚落小心的時候，帶著其他同學嘲諷她「醜八怪」，造成小心拒學，甚至夥同同學們惡意闖入她的家裡，使得小心曾經產生「想讓真田在世界上消失」的想法。
在小心開始拒絕上學後，轉移目標造謠排擠東條萌，於1月10日小心嘗試重新登校與政宗等人見面時，在小心的鞋櫃留下信件透露伊田告知的事情與自己和仲太分手的消息，但被小心揉成紙團。東條萌評論真田等人「成天想著戀愛，只看見眼前的一點點事情，在班級裡說不定算是中心人物，可是學習成績卻是那麼糟糕，將來一定不會有什麼像樣的人生。」
池田仲太
聲：佐竹祐哉
小心的小學同學，曾經喜歡小心但後者對他沒感覺，進入中學後被真田告白並開始交往，轉而排斥小心，向她說出「討厭像妳這樣的醜八怪」的話語。在小心於1月10日重新登校的時間點前，已和真田分手。

## 出版書籍

### 小說
| Poplar Publishing | Poplar Publishing      | 皇冠文化     | 皇冠文化               | 浙江文艺出版社 | 浙江文艺出版社         |
| 發售日期          | ISBN                   | 發售日期     | ISBN                   | 发售日期       | ISBN                   |
| ----------------- | ---------------------- | ------------ | ---------------------- | -------------- | ---------------------- |
| 2017年5月11日     | ISBN 978-4-591-15332-1 | 2018年8月1日 | ISBN 978-957-33-3391-3 | 2020年1月      | ISBN 978-7-5339-5920-3 |

### 漫畫
| 卷數 | 集英社         | 集英社                 | 青文出版       | 青文出版           |
| 卷數 | 發售日期       | ISBN                   | 發售日期       | ISBN               |
| ---- | -------------- | ---------------------- | -------------- | ------------------ |
| 1    | 2019年12月19日 | ISBN 978-4-08-891450-3 | 2022年11月14日 | ISBN 9786263228610 |
| 2    | 2020年7月17日  | ISBN 978-4-08-891612-5 | 2023年1月16日  | ISBN 9786263404298 |
| 3    | 2021年2月19日  | ISBN 978-4-08-891782-5 | 2023年9月28日  | ISBN 9786263623415 |
| 4    | 2021年9月17日  | ISBN 978-4-08-892101-3 | 2023年11月22日 | ISBN 9786263624672 |
| 5    | 2022年5月18日  | ISBN 978-4-08-892305-5 | 2023年11月22日 | ISBN 9786263624689 |

## 用語
| 用語       | 簡介 |
| ---------- | --- |
| 鏡子之城   | 本作的主要故事舞台之一，是建立於超越時空的鏡中世界的城堡。只有獲得狼小姐邀請的對象，可透過所處時間線的環境的鏡子來往此處，但在外人待在獲邀請者使用的鏡子附近期間，會自行關閉鏡子的通道。 城堡開放的時間為日本時間的上午九點至傍晚五點，獲邀請者在城堡有各自分配的個人房間，開放時間可自由透過抵達該世界時使用的鏡子往來現實世界與城堡、在城堡從事任何活動、帶任何東西（不限個人用具、休閒物品、飲食等）進入城堡，若是找到藏在城堡中的「祈願的鑰匙」，就可以實現任一願望。城堡並不提供飲食、洗手間給獲邀請者（但有設置大廳、廚房、食堂、浴室，也允許獲邀請者中途返回現實如廁、用餐），而且超過規定開放時間仍待在城堡就會受到懲罰（懲罰對象為當天所有曾進入鏡之世界的人，為連坐懲處制）。一旦尋獲並使用「祈願的鑰匙」實現願望，或是到三月三十日都沒有找出「祈願的鑰匙」，城堡將會正式關閉。 故事後期被理音指出，該城堡其實是「狼小姐」（實生）依照生前和包含理音在內家人互動的回憶事物，還有心裡抱持的願望所塑造而成，最終由於小心等人使用「祈願的鑰匙」實現解救一行人的願望，加上三月三十日時限已至，由「狼小姐」（實生）親自關閉城堡。 |
| 祈願的鑰匙 | 本作的關鍵道具，被藏匿在鏡子之城的內部，尋獲鑰匙者可在城堡裡的「祈願的房間」使用鑰匙實現願望，但同時使用者會失去留在城堡期間的所有相關人事物的記憶。 |
| 心之教室   | 本作裡的重要非營利組織，主旨是輔導因為各自原因跟不上課業、或拒絕上學的兒少族群學習課業，同時提供心理諮詢，尊重受輔導當事者意願的自由學校。 |

## 動畫電影
2022年2月24日，宣佈將獲改編為動畫電影，定於2022年冬季上映。2025年1月宣布制作動畫電影續篇。

### 製作人員
- 原作 - 辻村深月
- 導演 - 原恵一
- 編劇 - 丸尾未步
- 角色設計、總作畫監督 - 佐佐木啓悟
- 視覺概念、海岸城堡設計 - イリヤ・クブシノブ
- 音樂 - 富貴晴美
- 主題曲 - 優里「旋轉木馬」（メリーゴーランド）
- 製作 - 髙𣘺敏弘、沢桂一、岩上敦宏、宮本典博、千葉均、石川光久、茅野洋、只野正弘、加藤智啓、中嶋裕之、小櫻顕、廣瀬健一
- 執行製作人 - 吉田繁暁、飯沼伸之
- 企劃、製作人 - 新垣弘隆、櫛山慶
- 副製作人 - 古橋宗太、秋田周平、片山暁穂
- 動畫製作人 - 藤田祥雄、渋谷晃尚
- 演出 - 長友孝和
- 美術監督 - 伊東広道
- 美術設定 - 中村隆
- 美術板 - 大野広司
- 色彩設計 - 茂木孝浩
- CG建模總監 - 稲垣宏
- CG動畫監督 - 牛田繁孝
- 攝影監督 - 青嶋俊明、宮脇洋平
- 剪輯 - 西山茂
- 音樂製作人 - 高石真美
- 廣告製作人 - 筧万弥子
- 助理製作人- 小布施顕介
- 制作 - A-1 Pictures
- 影片發行- 松竹

### 票房
鏡之孤城在全日本 307 家影院放映，上映後三天的票房收入為 146,437,130 日元。 而其更在2022年12月24日至25日首次登上了日本電影票房第六名，並連續6週維持在排行榜前十名。截至2023年2月17日，鏡之孤城累計票房收入超過了10億日元。

台灣地區票房約為新台幣24,273,333元(計算至2023年7月23日)。

### 評價
《鏡之孤城》在日本獲得積極評價，《東京新聞》在2023年2月3日結合導演的採訪，報道了實際上經歷過拒學的觀衆與自己的體驗重疊後做出了共鳴評價的反應，川上義則稱道，雖然自己沒有拒學的經驗，但能理解當事者心情，希望拒學者能樂觀看待此事，並對觀影者呼籲希望能用別於以往的方式，看待那些不上學的人們。廣播DJ兼電影評論家、隸屬「RHYMESTER」的宇多丸在自己主持節目《after6junction》接獲聽眾投稿後，稱讚這是一部不僅是為孩子們製作、更是為成人而言很重要的作品，評論本片「想要傳達給受傷靈魂的作品」、「越看越仔細製作的優質作品」。《映畫藝術》前編輯石井達也在《Real Sound》撰文稱本片「出色地演出人類原始惡意的手法，被欺負的心所感受到的恐怖和憤怒被評為真實的感覺」。
反之，《動畫新聞網》的理察·伊森貝（Richard Eisenbei）對本片的評價偏向褒貶不一，給予本片「B-」的評分，他稱讚作品裡對日本欺凌行為的社會評論以及相關的角色陣容，但批評情節設計曲折且易於預測接下來的事情。

### 獲獎
| 獎項                 | 獎項類別     | 提名或獲獎者 | 結果 | 參考來源 |
| -------------------- | ------------ | ------------ | ---- | -------- |
| 第46屆日本電影學院獎 | 最佳動畫片獎 | 鏡之孤城     | 提名 | [ 47 ]   |

## 外部連結
- 小說特設網站（日語）
- 漫畫官方網站（日語）
- 有聲書官方網站（日語）
- 舞台劇官方網站（日語）
- 動畫電影官方網站（日語）